# Heesen Yachts

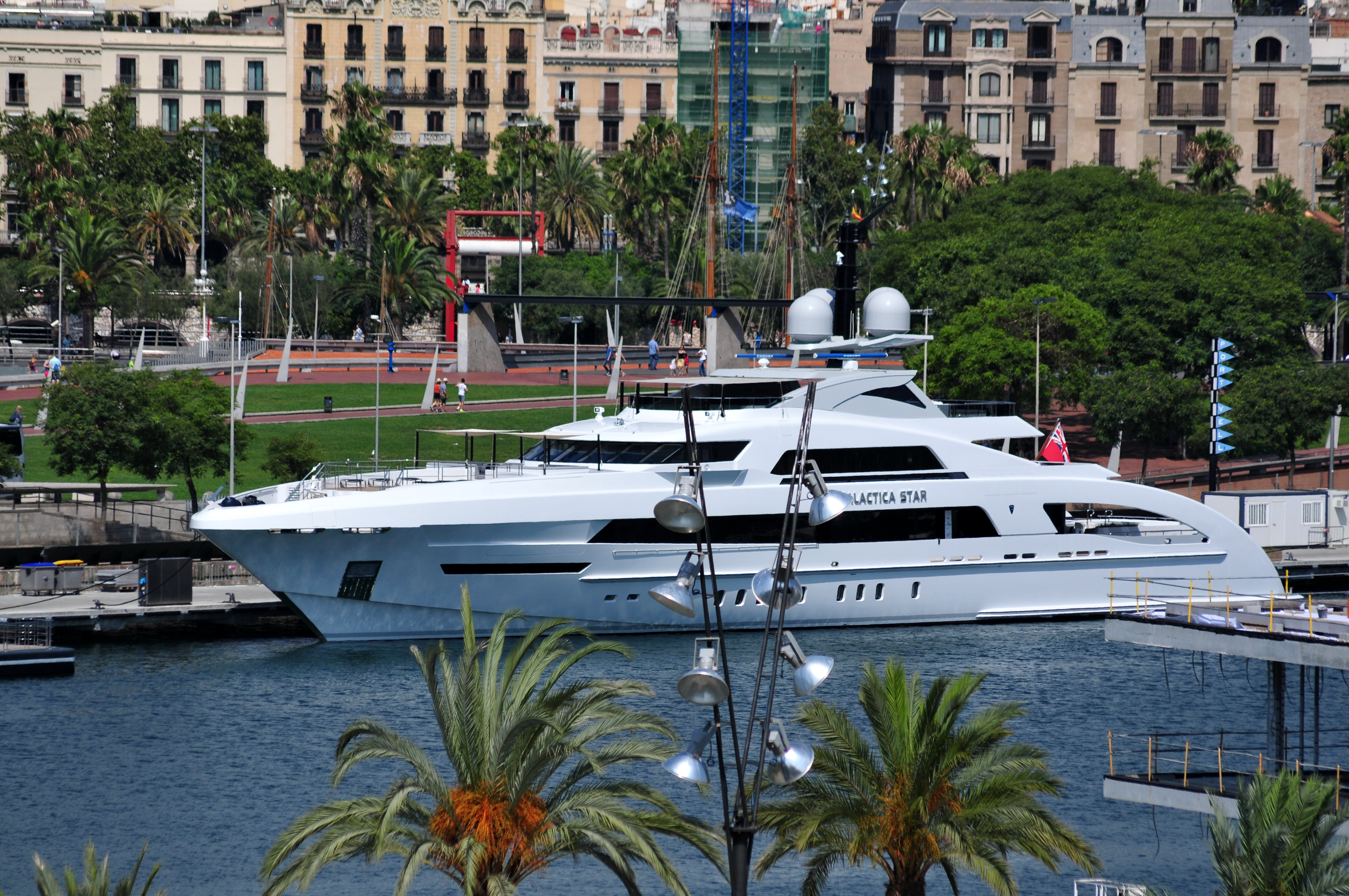
Galactica Star in Barcelona, 2014.

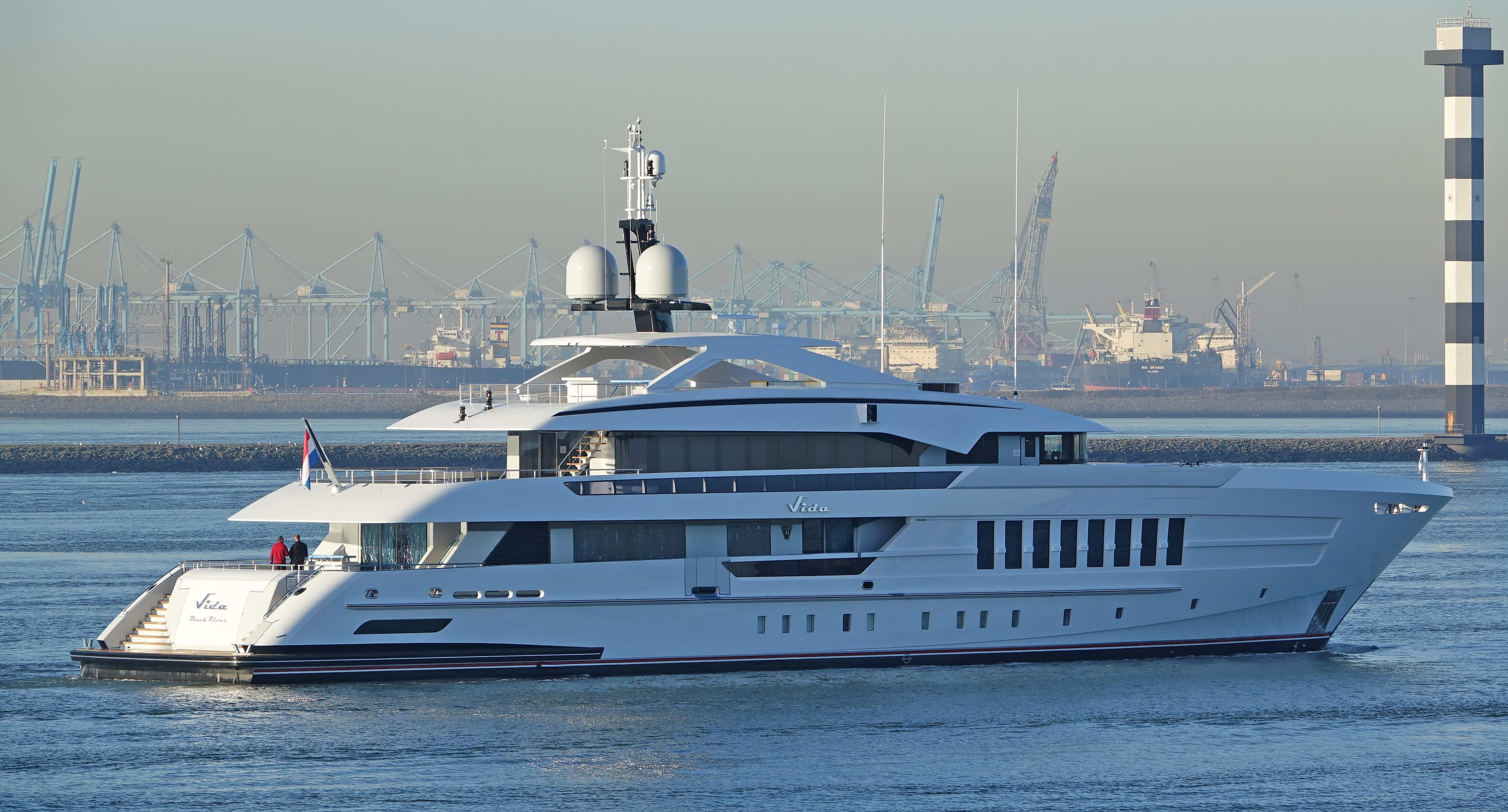
De Vida van Heesen Yachts.

Heesen Yachts is een Nederlandse scheepswerf in Oss die zich specialiseert in het ontwerpen en bouwen van luxe jachten.

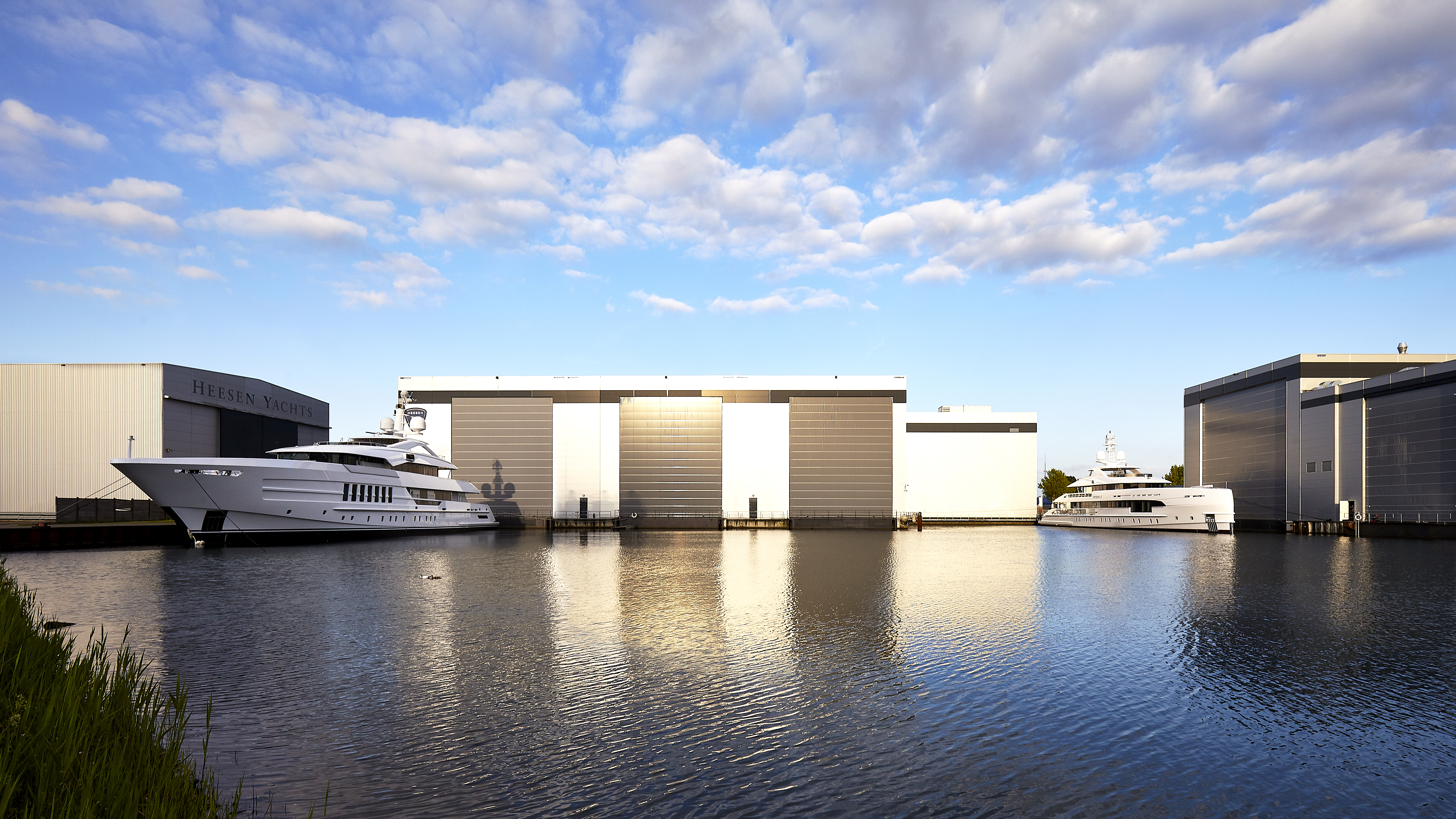
Heesen Yachts in Oss.

## Geschiedenis
Het bedrijf werd in 1978 opgericht door Frans Heesen, die tot dan toe producent van kunststoffen was. Hij kocht de failliete jachtwerf Grioss Aluboats op, gelegen aan de Burgemeester Jansenhaven, en zette de werkzaamheden voort als Heesen Shipyards. Eén jaar na de aankoop van de werf, toonde Heesen Yachts zijn eerste jacht van twintig meter, het grootste vaartuig dat de werf tot dan toe had gemaakt.
De echte doorbraak van Heesen volgde in 1988 met de bouw van een snel luxe jacht, Octopussy genaamd. Het schip van 44 meter werd aangedreven door drie MTU-motoren, die per stuk 3.500 pk leverden. Deze motoren leverden een snelheid van 50 knopen, waarmee de Octopussy het snelste motorjacht ter wereld werd.
In 2008 verkocht Frans Heesen het bedrijf, dat toen ongeveer 300 werknemers telde, aan de Engelse investeringsmaatschappij Topaz Investment International. Eén van de eigenaren daarvan was de Russische ondernemer Vagit Alekperov. In mei 2022 verkocht de Rus zijn aandelen in Heesen Yachts, en werd de Osse jachtenbouwer weer helemaal Nederlands. Op 9 april 2025 werd bekendgemaakt dat het bedrijf eigendom was geworden van de Nederlandse miljardair Laurens Last. Hij kocht Heesen Yachts voor een onbekend bedrag van de Nederlandse stichting die eerder eigenaar was van Heesen. Oprichter Frans Heesen overleed op 23 april 2025.

## Scheepswerf
De hoofdvestiging van Heesen Yachts is gevestigd in Oss, in de Nederlandse provincie Noord-Brabant. De scheepswerf beslaat een oppervlakte van 4,4 hectare en bevat negen constructiehallen en vijf droogdokken.
In de loop der jaren is Heesen Yachts flink uitgebreid. Na de eeuwwisseling kocht Heesen Yachts de kade aan de Burgemeester Jansenhaven in Oss, waarmee het mogelijk werd om hallen bij te bouwen. In 2003 werd hiermee begonnen. Dankzij verdere verbeteringen in 2015 en 2016 kan de Osse scheepsbouwer nu jachten opleveren van een lengte van 83 meter.
Behalve een vestiging in Oss heeft Heesen ook een productie-afdeling in Winterswijk. Bij die afdeling maken ze het interieur van de luxueuze jachten.

## Grootste jacht ooit
In 2022 ging het grootste jacht van Heesen Yachts ooit, de Galactica, te water. Het jacht kost 100 miljoen euro en heeft een lengte van 80,07 meter, een volume van 1.700 GT en een topsnelheid van 29 knopen. De Galactica beschikt over een volwaardig helikopterplatform, dat ook kan worden ingezet als outdoorbioscoop. Verder is er een lift van kristalglas, een 7 meter lang zwembad, een waterval en een beachclub met een verzonken bar.
Nadat de Galactica de werf in Oss verliet, moest het via de binnenwateren naar Harlingen om te worden afgebouwd. Tijdens de reis bleek het jacht dusdanig groot dat het met moeite onder enkele bruggen kon varen. De operatie trok veel bekijks. Het jacht is eind augustus 2023 als Genesis geleverd aan haar koper.

## Sponsorschap
In juli 2008 werd bekend dat het stadion van de Osse voetbalvereniging, FC Oss, hernoemd zal worden in Heesen Yachts Stadion, sinds medio 2011 is het stadion omgedoopt in Frans Heesen Stadion. Heesen is al langer hoofdsponsor van de Osse voetbalvereniging.

## Vermeende fraude
In 2017 kwam Heesen Yachts in het nieuws doordat het bedrijf in verband werd gebracht met de Panama Papers. Eén van de jachten van het bedrijf, de Galactica Star, bleek in 2013 te zijn gekocht door de Nigeriaanse oliemagnaat Kola Aluko. Dat gebeurde via Earnshaw Associates ltd, een bedrijf dat is gevestigd op de Britse Maagdeneilanden, en ook opdook in de Panama Papers. Heesen Yachts ontkende het jacht direct te hebben verkocht aan Aluko of aan Earnshaw. Aan wie of welk bedrijf Heesen het jacht in juni 2013 dan wel heeft verkocht, maakte het niet bekend.

## Rechtszaak dood werknemer
Op 6 april 2017 werd een medewerker van het bedrijf buiten bewustzijn aangetroffen in de boeg van een schip in aanbouw. De man was op die plek in zijn eentje aan het lassen in de onderste punt van de kiel. Hij overleed later in het ziekenhuis aan de gevolgen van het inademen van het edelgas argon.
In 2021 liet het Openbaar Ministerie weten Heesen Yachts strafrechtelijk te zullen vervolgen. Volgens justitie kon de scheepsbouwer de dood van de medewerker voorkomen door de ruimte, waar de medewerker werd gevonden, beter te ventileren. Heesen ontkende dit, omdat er genoeg ventilatie zou zijn.
In april 2021 werd Heesen Yachts door de rechter schuldig bevonden. Het bedrijf moest een boete van 100.000 euro betalen, en kreeg nog eens 25.000 euro voorwaardelijk opgelegd. Ook moest het in vakbladen een artikel laten plaatsen waarin stond dat het bedrijf de veiligheid van haar medewerkers niet goed had gewaarborgd.

## Oorlog Oekraïne
In 2008 werd de scheepswerf overgenomen door de Russische ondernemer Vagit Alekperov. In de jaren na de overname groeide het bedrijf uit van een familiebedrijf tot een wereldspeler in de jachtindustrie. Na de Russische invasie van Oekraïne in 2022 plaatsten veel westerse regeringen rijke Russen die banden hebben of zouden hebben met president Poetin op een sanctielijst. Alekperov werd niet op de lijst van de Europese Unie geplaatst, maar verkocht Heesen Yachts toch aan een onafhankelijke Nederlandse stichting voor een onbekend bedrag.

## Trivia
- In 2020 werd een van de jachten van Heesen Yachts, de Cosmos, nagemaakt in Lego[16]. Daarvoor werden ruim 12.000 steentjes gebruikt.[17]